# Donato Altomare
Donato Altomare (Molfetta, 21 luglio 1951) è un autore di fantascienza italiano.
Laureato in ingegneria civile presso l'Università di Bari, si avvicinò presto al fandom, dedicandosi poi alla scrittura.
Ha vinto due volte il premio Urania: nel 2001 con il romanzo Mater Maxima, e nel 2007 con il romanzo Il dono di Svet.